# Aloeides trimeni
Aloeides trimeni is een vlinder uit de familie van de Lycaenidae. De wetenschappelijke naam van de soort is voor het eerst geldig gepubliceerd in 1973 door Tite & Dickson.